# Preussiodora
Preussiodora là một chi thực vật có hoa trong họ Thiến thảo (Rubiaceae).

## Loài
Chi Preussiodora gồm các loài: